# 조르지뇨 베이날둠
조르지뇨 그레기온 에밀 베이날둠(네덜란드어: Georginio Gregion Emile Wijnaldum, 1990년 11월 11일 ~ )은 보통 조르지뇨 베이날둠(네덜란드어: Georginio Wijnaldum)으로 불리며, 수리남계 네덜란드의 축구 선수다. 포지션은 미드필더이며, 현재 사우디 프로페셔널리그의 이티파크에서 뛰고 있다.

## 선수 경력

### 성장기
조르지뇨 베이날둠은 처음에는 축구에 대해 큰 관심을 가지지 않았으며, 대신 체조 선수가 되는 꿈을 가지고 있었다. 그러다 베이날둠의 친척이 스파르타 로테르담의 테스트에 함께 참가할 것을 권유했고, 베이날둠은 스파르타 로테르담 축구 아카데미의 일원이 되었다. 이후 축구 선수로써 조금씩 성장하기 시작했으며, 스파르타 로테르담 유소년 아카데미에서 7년간 훈련을 받았다.

### 페예노르트

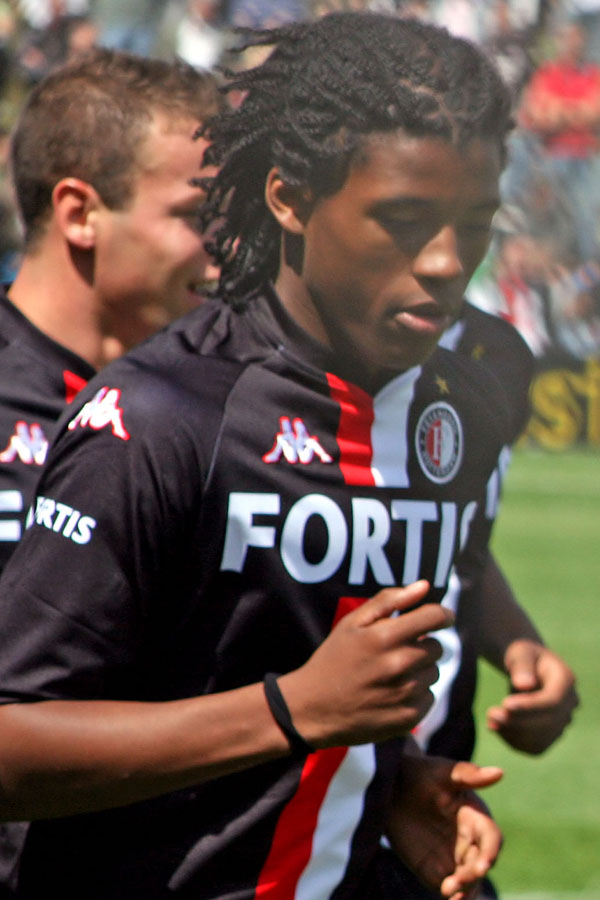
2007년 페예노르트에서의 베이날둠

이후 베이날둠은 에레디비시의 구단 페예노르트의 유스 아카데미에서 합류하였다. 2007년 1월, 16세가 되던 해 에르빈 쿠만 감독의 요청 아래 성인팀에서 훈련을 시작했다. 2007년 4월 8일 베이날둠은 FC 흐로닝언과의 경기에 출전하여 성인팀에서 데뷔 무대를 가졌으며, 이는 16세 148일의 나이로 페예노르트 구단 역사상 최연소 성인무대 데뷔였다. 이 날 경기에서 베이날둠은 맨 오브 더 매치 수상을 받는 기록까지 세웠다. 2007년 12월 2일 헤라클레스 알멜로와의 경기에서 프로 데뷔 골을 기록하였다.
2008년 9월 18일 UEFA컵에서 칼마르 FF와의 홈 경기에 출전하며, 유럽 클럽 대항전 데뷔 무대를 가졌다. 10월 2일 칼마르 FF와의 재대결에서 유럽 대항전 데뷔 골을 기록하였다. 2009년 3월 6일 베이날둠은 페예노르트와 3년 재계약에 대한 합의를 마쳤다. 2011년 2월 27일 베이날둠은 흐로닝언을 상대로 네 골을 넣는 기염을 토했다. 베이날둠은 페예노르트에서 5년간 총 134경기에 출전하였다.

### PSV 에인트호번

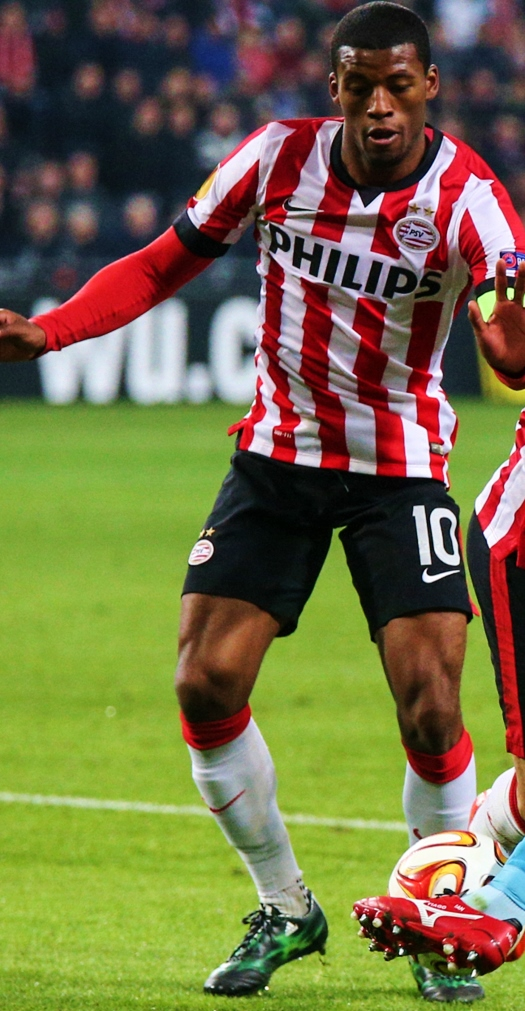
2015년 PSV에서의 베이날둠

2011년 6월 9일 베이날둠은 500만 유로의 이적료로 PSV 에인트호번에 합류하였다. 2011년 8월 21일 ADO 덴하흐를 상대로 PSV에서의 첫 골을 기록하였다. 베이날둠은 PSV에서 빠르게 정착하여 핵심 선수로 자리 잡았고, 이적 후 첫 시즌에 에레디비시와 KNVB 우승컵을 동시에 거머쥐었다. 2012-13
시즌 종료 이후 마르크 판 보멀과 케빈 스트로트만이 팀을 떠나면서, 베이날둠이 PSV의 새로운 주장으로 선임되었다. 그러나 주장을 맡은 2013-14 시즌에는 부상의 악재로 인해 11경기에 출전하는 데에 그쳤다. 2014-15 시즌 종료 후에는 네덜란드 올해의 선수 상을 받았다.

### 뉴캐슬 유나이티드 FC
2015년 7월 11일 베이날둠은 1,450만 파운드의 이적료로 잉글랜드 프리미어리그 뉴캐슬 유나이티드 FC에 5년 계약을 맺으며 합류하였다. 8월 9일 사우샘프턴 FC와의 경기에 출전하며, 잉글랜드 무대 데뷔전을 가졌다. 이 경기에서 가브리엘 오베르탕의 크로스를 받아 헤더 골을 넣으며 데뷔 골을 동시에 가지기도 하였다. 10월 18일 노리치 시티 FC를 상대로 네 골을 쏟아부으며, 잉글랜드 최상위 리그에서도 한 경기 네 골의 기록을 세웠다. 이는 뉴캐슬에서 해트트릭 혹은 그 이상을 기록한 유이한 선수로 기록되었다. 이 시즌에 베이날둠은 구단 내 최다 득점자로 우뚝 섰으나, 뉴캐슬은 챔피언십으로 강등을 당했다.

### 리버풀 FC

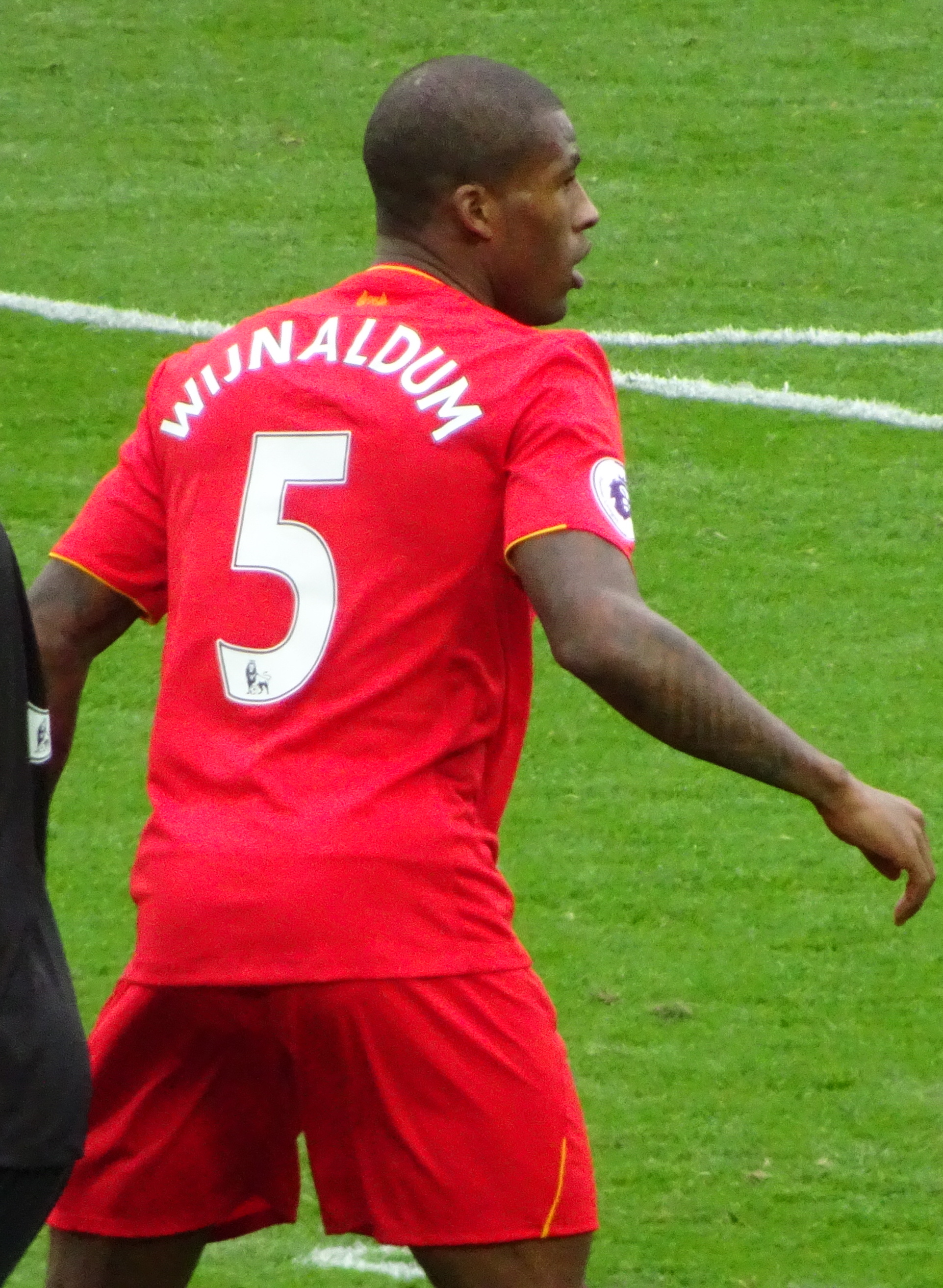
2016년 리버풀에서의 베이날둠

2016년 7월 22일 베이날둠은 2,300만 파운드의 이적료와 계약 기간 5년의 조건으로 리버풀 FC 선수단에 5번 셔츠를 입으며 입단하였다. 8월 14일 베이날둠은 아스널 FC를 상대로 한 경기에 출전하며, 리버풀에서의 첫 번째 경기를 가졌다. 이 경기에서 베이날둠은 애덤 럴라나의 골에 대해 어시스트를 기록하며, 팀에서의 첫 번째 공격포인트도 동시에 기록하였다. 11월 6일 왓포드 FC와의 경기에서 리버풀에서의 첫 골을 기록하였다.
2018-19 시즌에는 UEFA 챔피언스리그에서 우승을 달성하였고, 2019년 UEFA 슈퍼컵과 FIFA 클럽 월드컵에서도 우승을 차지하였다. 이후 2019-20 시즌 프리미어리그 우승까지 이뤄내며 리버풀에서 좋은 활약을 보이고 있다.

### 파리 생제르맹 FC
2020-21 시즌이 끝난 후, 파리 생제르맹 FC로 이적하였다.

## 국가대표 경력

### 네덜란드 청소년 대표
조르지뇨 베이날둠은 네덜란드 U-17 축구 국가대표팀의 핵심 선수였다. 하지만 2007년 UEFA U-17 축구 선수권 대회에서는 잉글랜드와 벨기에에 밀려 조기 탈락의 고배를 마셨다. 이후 네덜란드 U-19 축구 국가대표팀에도 승선하였으나, 팀은 성공을 거두지 못하였다. 베이날둠은 네덜란드 U-21 축구 국가대표팀에도 발탁되었다.

### 네덜란드
2011년 5월 30일 조르지뇨 베이날둠은 브라질과 우루과이와의 친선 경기에 앞서 네덜란드 A팀에 처음으로 발탁되었으나, 두 경기에서 모두 출전하지 못하였다. 2011년 9월 2일 산마리노와의 경기에 출전하며, A매치 데뷔전을 가졌다. 이 날 네덜란드는 11-0 대승을 거두었으며, 86분에 교체된 베이날둠이 팀의 열 한 번째 골을 기록하였다. 이후 2014년 FIFA 월드컵 최종 엔트리에 합류하였으며, 3위 결정전에서 브라질을 상대로 세 번째 골을 기록하였다. 이 경기는 3-0 네덜란드의 승리로 끝이 나고, 팀은 월드컵 3위를 기록하였다.

## 기록

### 구단 기록
2025년 4월 5일 기준
| 시즌        | 구단              | 디비전           | 리그 | 리그 | FA컵 | FA컵 | 리그컵 | 리그컵 | 대륙대회 | 대륙대회 | 기타 | 기타 | 총합 | 총합 |
| 시즌        | 구단              | 디비전           | 출장 | 득점 | 출장 | 득점 | 출장   | 득점   | 출장     | 득점     | 출장 | 득점 | 출장 | 득점 |
| ----------- | ----------------- | ---------------- | ---- | ---- | ---- | ---- | ------ | ------ | -------- | -------- | ---- | ---- | ---- | ---- |
| 2006–07     | 페예노르트        | 에레디비시       | 3    | 0    | 0    | 0    | —      | —      | 0        | 0        | —    | —    | 3    | 0    |
| 2007–08     | 페예노르트        | 에레디비시       | 10   | 1    | 2    | 0    | —      | —      | 0        | 0        | —    | —    | 12   | 1    |
| 2008–09     | 페예노르트        | 에레디비시       | 33   | 4    | 3    | 0    | —      | —      | 6        | 1        | 3    | 0    | 45   | 5    |
| 2009–10     | 페예노르트        | 에레디비시       | 31   | 4    | 7    | 1    | —      | —      | —        | —        | —    | —    | 38   | 5    |
| 2010–11     | 페예노르트        | 에레디비시       | 34   | 14   | 1    | 0    | —      | —      | 2        | 0        | —    | —    | 37   | 14   |
| 2011–12     | PSV               | 에레디비시       | 32   | 8    | 6    | 2    | —      | —      | 12       | 4        | —    | —    | 50   | 14   |
| 2012–13     | PSV               | 에레디비시       | 33   | 14   | 6    | 1    | —      | —      | 5        | 4        | 1    | 1    | 45   | 20   |
| 2013–14     | PSV               | 에레디비시       | 11   | 4    | 0    | 0    | —      | —      | 4        | 0        | —    | —    | 15   | 4    |
| 2014–15     | PSV               | 에레디비시       | 33   | 14   | 3    | 2    | —      | —      | 6        | 2        | —    | —    | 42   | 18   |
| 2015–16     | 뉴캐슬 유나이티드 | 프리미어리그     | 38   | 11   | 1    | 0    | 1      | 0      | —        | —        | —    | —    | 40   | 11   |
| 2016–17     | 리버풀            | 프리미어리그     | 36   | 6    | 1    | 0    | 5      | 0      | —        | —        | —    | —    | 42   | 6    |
| 2017–18     | 리버풀            | 프리미어리그     | 33   | 1    | 2    | 0    | 1      | 0      | 14       | 1        | -    | -    | 50   | 2    |
| 2018-19     | 리버풀            | 프리미어리그     | 35   | 3    |      |      |        |        | 12       | 2        |      |      | 47   | 5    |
| 2019-20     | 리버풀            | 프리미어리그     | 37   | 4    |      |      |        |        | 8        | 2        | 2    | 0    | 47   | 6    |
| 2020-.21    | 리버풀            | 프리미어리그     | 38   | 2    | 2    | 1    | 1      | 0      | 9        | 0        | 1    | 0    | 51   | 3    |
| 2021-22     | 파리 생제르맹     | 리그 1           | 31   | 1    | 1    | 0    |        |        | 5        | 2        | 1    | 0    | 38   | 3    |
| 2022-23     | 로마              | 세리에 A         | 14   | 2    |      |      |        |        | 9        | 0        |      |      | 23   | 2    |
| 2023-24     | 알 에티파크       | 사우디 프로 리그 | 29   | 6    | 2    | 1    |        |        |          |          |      |      | 31   | 7    |
| 2024-25     | 알 에티파크       | 사우디 프로 리그 | 26   | 11   | 2    | 0    |        |        |          |          | 6    | 1    | 34   | 12   |
| 커리어 통산 | 커리어 통산       | 커리어 통산      | 536  | 110  | 39   | 8    | 8      | 0      | 94       | 18       | 14   | 2    | 691  | 138  |

### 국제대회 득점 기록
2017년 8월 31일 기준. 
 스코어와 결과는 네덜란드의 기록이 항상 우선 표기되며, 스코어 열의 숫자는 베이날둠이 득점한 당시 스코어 상황이다. 

출장 열의 숫자는 베이날둠이 몇 번째 출장일 때 골을 기록하였는지를 표기한다.
| No. | 날짜             | 장소                                     | 출장 | 상대       | 스코어 | 결과 | 대회                  |
| --- | ---------------- | ---------------------------------------- | ---- | ---------- | ------ | ---- | --------------------- |
| 1   | 2011년 9월 2일   | 네덜란드 에인트호번 필립스 스타디온      | 1    | 산마리노   | 11–0   | 11–0 | UEFA 유로 2012 예선   |
| 2   | 2014년 7월 12일  | 브라질 브라질리아 이스타지우 마네 가힌샤 | 12   | 브라질     | 3–0    | 3–0  | 2014 FIFA 월드컵      |
| 3   | 2015년 6월 12일  | 라트비아 리가 스콘토 경기장              | 20   | 라트비아   | 1–0    | 2–0  | UEFA 유로 2016 예선   |
| 4   | 2015년 10월 10일 | 카자흐스탄 아스타나 아스타나 아레나      | 23   | 카자흐스탄 | 1–0    | 2–1  | UEFA 유로 2016 예선   |
| 5   | 2016년 6월 1일   | 폴란드 그단스크 PGE 아레나 그단스크      | 29   | 폴란드     | 2–1    | 2–1  | 친선경기              |
| 6   | 2016년 6월 4일   | 오스트리아 빈 에른스트 하펠 슈타디온     | 30   | 오스트리아 | 2–0    | 2–0  | 친선경기              |
| 7   | 2016년 9월 1일   | 네덜란드 에인트호번 필립스 스타디온      | 31   | 그리스     | 1–0    | 1–2  | 친선경기              |
| 8   | 2017년 6월 9일   | 네덜란드 로테르담 더 카위프              | 40   | 룩셈부르크 | 3–0    | 5–0  | 2018 FIFA 월드컵 예선 |

## 경력
- 2007년 UEFA U-17 챔피언십 국가대표
- 2013년 UEFA U-21 챔피언십 국가대표
- 2014년 FIFA 월드컵 국가대표
- 2021년 UEFA 유로 국가대표
- 2024년 UEFA 유로 국가대표

## 수상

### 클럽

#### 페예노르트 로테르담
- KNVB컵 : 2007-08

#### PSV 에인트호번
- 에레디비시 : 2014-15
- KNVB컵 : 2011-12
- 요한 크라위프 스할 : 2012

#### 리버풀
- 프리미어리그 : 2019-20
- UEFA 챔피언스리그 : 2018-19
- UEFA 슈퍼컵 : 2019
- FIFA 클럽 월드컵 : 2019

#### 파리 생제르맹
- 리그 1 : 2021-22

### 국가대표

#### 네덜란드(2011 - 2024)
- FIFA 월드컵 : 3위 (2014)
- UEFA 네이션스리그 : 준우승 (2018-19)

### 개인
- 로테르담 올해의 재능 : 2007
- 네덜란드 올해의 축구 선수 : 2014-15
- UEFA 챔피언스리그 시즌의 스쿼드 : 2018-19
- UEFA 네이션스리그 파이널 토너먼트의 팀 : 2019

## 사생활
조르지뇨 베이날둠의 부모는 모두 수리남계 혈통이었다. 베이날둠은 로테르담에서 태어났으나, 6세가 되던 해 부모가 이혼을 하였고, 어머니와 함께 암스테르담으로 이사를 갔다. 하지만 로테르담에서 생활을 이어나가고 싶었던 베이날둠은 이내 할머니와 함께 로테르담으로 돌아와 생활했다.
조르지뇨는 사실 부친의 성을 따라 조르지뇨 보아텡(네덜란드어: Georginio Boateng)이었으나, 이혼 이후 모친의 성을 따라 조르지뇨 베이날둠이 되었다.
조르지뇨 베이날둠에게는 두 명의 동생이 있다. 친동생 힐리아노 베이날둠은 같은 축구 선수로, 현재 미국 MLS 필라델피아 유니온에서 활약하고 있다. 배다른 형제인 라이프 라몬 판 라 파라는 잉글랜드 프리미어리그의 허더스필드 타운 FC에서 활약하고 있다.